# Немейски лъв
Немейският лъв в древногръцката митология е едно от чудовищата, потомци на Тифон и Ехидна и вероятно преиначен и демонизиран образ на местен тотем, характерен за околностите на град Немея, на полуостров Пелопонес, в Древна Гърция, целящ да обясни построяването на храм на Зевс по тези места и установяването на обичая да се организират там прочутите Немейски игри.
Според легендата лъвът живее в голяма пещера и има не само удивителна сила, но и кожа, твърда и яка като стомана. С неговото убийство е натоварен героят Херакъл (Херкулес), който е предаден в робство от враждебната към него богиня Хера на цар Евристей (владетел на Тиринт и Микена), с условието първо да му изпълни 10 (към които са добавени и още 2, тъй като 2 от първите не се виждат на царя задоволително осъществени и така стават общо 12) трудни, ако ли не и невъзможни за изпълняване желания (станали известни като Подвизите на Херкулес), и чак след това да бъде освободен. Тези забележителни дела отнемат на героя общо около 20 години и първото от тях е именно погубването на това същество, което е удушено от него с голи ръце, след като първо се опитва да го застреля с лъка и стрелите си и да го пребие с боздугана си (вероятно с накрайници, изработени от бронз). След това Херакъл одира кожата на животното и отначало я занася в Немея, за чиито жители то е било голяма напаст и бидейки син и почитател на Зевс, основава в селището специални култ (Зевс Немейски) и игри (Немейски игри), посветени на него. Още по-късно, задържал за себе си трофея си, като наметало, което да го предпазва подобно едновременно на дреха и на броня, героят се представя с нея пред Евристей и е изпратен на следващата си мисия - да убие Лернейската хидра. Кожата му става постоянен атрибут.

Тази история е и в основата на митологичната представа за "появата" на съзвездието Лъв, създадено от Зевс в памет на нея (с което той според религиозните възгледи на елините същевременно обезсмъртява чудовището - за което може да бъде причина някаква по-благоприятна за него и представяща го в по-добра светлина, но тенденциозно зачеркната от легендите, връзка между тях).